# Gen Huntingtin (HTT)
El gen huntingtin es un gen asociado con la enfermedad de Huntington, la principal afección de esta enfermedad es la pérdida de las neuronas del cuerpo estriado (o núcleo estriado) del cerebro lo que provoca un deterioro motor, cognitivo y psicológico. Actualmente no se conoce una cura para esta enfermedad que se presenta cuando hay una mutación en el gen, generando repeticiones del triplete CAG (citosina,adenina,guanina) en el primer exón, el cual codifica para crear una poliglutamina más amplia que en la proteína normal.

Esta proteína se expresa en el contexto del núcleo celular donde interactúa con varios factores transcripcionales, los cuales se encargan de regular el paso de DNA a mRNA para después constituir a proteínas. El gen codifica la proteína del mismo nombre Huntingtin, que en las células tiene funciones de transporte vesicular, endocitosis, autofagia mitocondrial y regulación de transcripción. .
| Bases de datos    | Páginas sobre el gen                                                |
| ----------------- | ------------------------------------------------------------------- |
| OMIM              | [HUNTINGTON DISEASE; HD ]                                           |
| NCBI              | [HTT huntingtin [ Homo sapiens (human) ] ]                          |
| ENSEMBL           | Gene: HTT ENSG00000197386                                           |
| UniProt           | P42858 (HD_HUMAN)                                                   |
| KEGG              | Homo sapiens (human): 3064                                          |
| Protein Data Bank | Huntingtin amino-terminal region with 17 Gln residues - Crystal C90 |
| HumanCyc          | HTT, Huntingtin                                                     |
| Ortólogos         | 102 en totoal ENSEMBL                                               |

## Historia

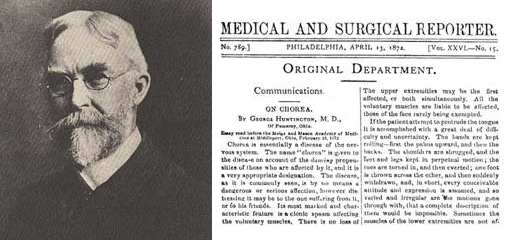
George Huntington.

La enfermedad de Huntington ha existido desde el siglo XVII y aunque fue descrita vagamente antes, no fue hasta que George Huntington escribió los síntomas psicomotores y patrones hereditarios de esta enfermedad los cuales observó y detalló complementado el trabajo que su padre y abuelo habían realizado en una población de Long Island.
El primer mapeo génico del gen HTT consistió en el descubrimiento de su posible ubicación en el cromosoma 4 en el año 1983. Posteriormente en 1993 se aisló el gen como tal: Huntington’s Disease Collaborative Research Group, un grupo de 56 investigadores divididos en 6 grupos de investigación aislaron el defecto en el locus 4p16.3 mediante experimentos con exones modificados del gen objetivo.
La investigación en torno a este gen es amplia: engloba desde reguladores transcripcionales y post-transcripcionales, estructura y función de la proteína con y sin mutación en el gen, entre muchas más líneas de investigación que buscan encontrar un tratamiento a la enfermedad de Huntington.

#### George Huntington
Nació en Nueva York, USA en el año 1850, estudió "College of Physicians and Surgeons of Columbia University"  y se graduó en 1871. Empezó reportando casos de demencia y corea en personas de edad media. Posteriormente siguió con los estudios que examinó su padre y abuelo describiendo la enfermedad de Huntington.
Se casó con Mary Hackards en Ohio en 1874. Desde joven padeció de asma, entonces sufrió ataques de asma hasta que murió el 3 de marzo de 1916 en la casa de su hijo.

## Gen HTT

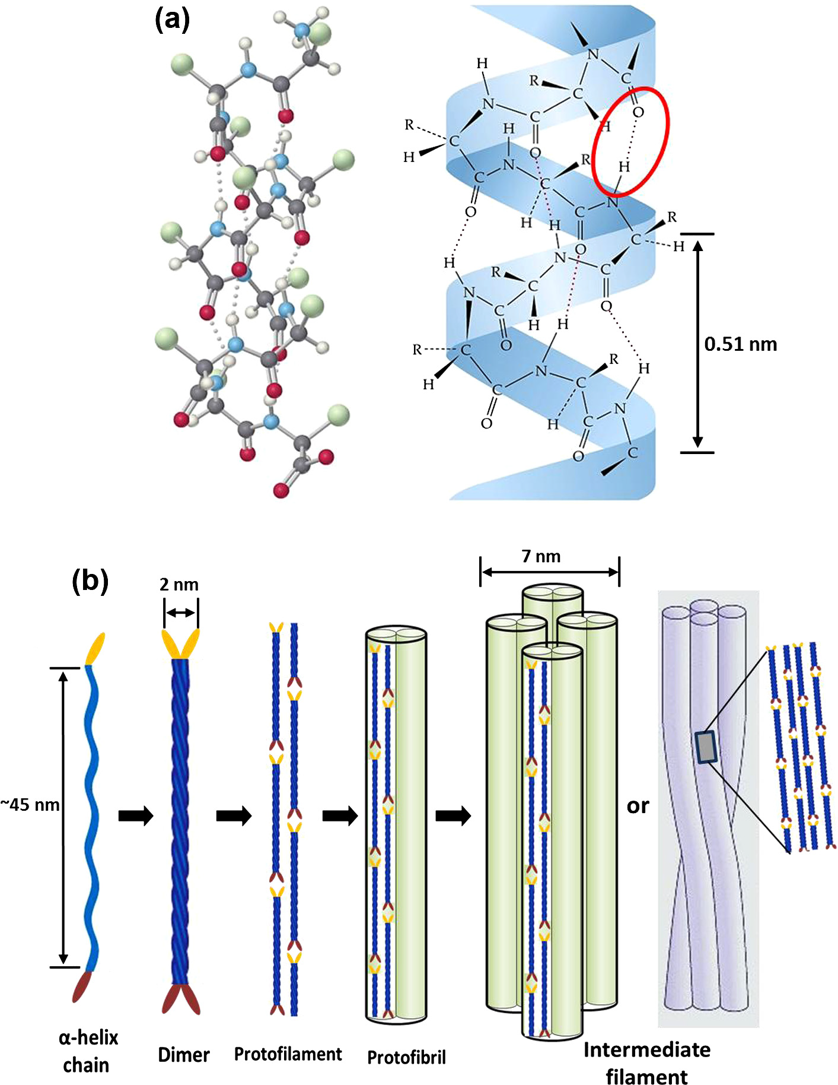
Estructura de alfa hélices y su papel en la queratina.

#### Función
El gen HTT codifica para la proteína nuclear huntintina que está activa en el núcleo de las células en las que se expresa. Esta proteína pega a distintos factores de transcripción que están presentes en distintos tejidos humanos: más específicamente en el cerebro y linfocitos humanos.  Por medio de anticuerpos monoclonales y policlonales Gutekunst et al. (1995), logró identificar que esta proteína estaba presente en tejidos de rata, mono y humano. Y a través de pruebas inmunoquímicas se determinó la existencia de la huntingtina en neuronas, las cuales presentan una mayor concentración de esta proteína en neuronas más grandes. En el cuerpo estriado, las áreas que se ven afectadas primero por la enfermedad son las que presentan mayor concentración de la proteína huntingtina.
El gen tiene una longitud de 180 kb (kilo bases), con 67 exones de 48 a 341 bases con un promedio de 138. Éste gen tiene ortólogos (genes presentes en distintas especies) como en ratón con identidad del 78.8% y en el pez fugu, aunque hay pérdida de bases, se conservan los 67 exones.
El equipo de Guo et al. (2018) usaron microscopia para determinar la estructura de la proteína en complejo con HAP40, la cual es una alfa hélice larga con 3 dominios y conecta con los tres dominios de la huntingtina; las amino terminales de la huntingtina contienen dominios HEAT (histidina, glutamato, alanina y treonina) en un arreglo de tipo solenoide, conectadas por dominios más pequeños con los demás dominios.

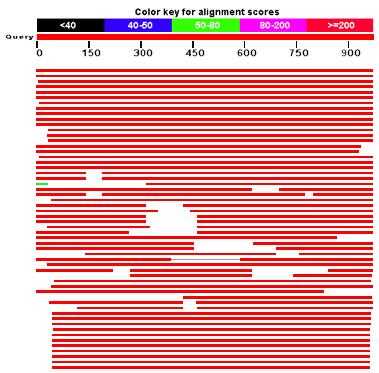
Ejemplo de alineamiento de un BLAST, descripción gráfica.

#### Ortólogos
Todos los ortólogos fueron obtenidos a partir del BBH (bidirectional best hit)  que consiste en buscar un gen en una especie y luego compararlo con otra y ver si están conservados (identity, query cover, e-value, etc).
| Organismo               | Ortólogo (Blast)                                                                      |
| ----------------------- | ------------------------------------------------------------------------------------- |
| Cricetinae              | Cricetulus griseus huntingtin (Htt), transcript variant X1, mRNA                      |
| Pan troglodytes         | Pan troglodytes huntingtin (HTT), transcript variant X3, mRNA (XM_016951206.2)        |
| Acinonyx jubatus        | Acinonyx Jubatus Huntingtin (HTT) partial mRNA                                        |
| Leptonychotes weddellii | Leptonychotes Wedellii Huntingtin-Like (LOC102750066), mRNA                           |
| Canis lupus dingo       | Canis Lupes DingoHuntingtin (HTT), transcript variant X2, mRNA                        |
| Orcinus Orca            | Orcinus orca huntingtin (HTT), mRNA (XM_004265165.2)                                  |
| Felis Catus             | Felis Catus Huntingtin (HTT), mRNA                                                    |
| Mustela Putorius        | Mustela putorius furo huntingtin (HTT), mRNA (XM_013045747.1                          |
| Ursus Martimus          | Ursus Maritimus Huntingtin (HTT), mRNA                                                |
| Phascolarctos cinereus  | Phascolarctos cinereus huntingtin (HTT), transcript variant X3, mRNA (XM_020992153.1) |

## Proteína Huntingtin
La proteína Huntingtin es un complejo de gran tamaño que puede tomar conformaciones de alfa hélice, random coil y extended loop; se compone de tres dominios en su estructura. La mutación del gen HTT que se asocia con la enfermedad de Huntington es la expansión del triplete CAG, esta repetición está presente en una proteína normal de 11 a 36 veces, si hay más la proteína ejecuta una función errónea. Mientras más repeticiones, excediendo las 41 veces, hay una mayor agresión a los órganos afectados en la enfermedad.
La proteína inhibe sustancias en procesos celulares, derivando en mal funcionamiento celular. Interfiere en la señalización celular interactuando con a varias enzimas , receptores o canales iónicos .
La poliglutamina induce apoptosis, mediante neurotoxicidad interactuando con kinasa 2 (MLK2) y con el activador JNK en la proteína Huntington.
El conocimiento respecto a las funciones de la proteína son limitadas sin embargo se cree que tiene funciones de transporte (transporte vesicular), endocitosis, autofagia y como regulador.
En el contexto cerebral, en nivel de proteínas,forma fibras nerviosas, terminaciones nerviosas y venas. Está muy presente en la corteza cerebral, neocórtex, cuerpo estriado y el hipocampo.
Se propone que la poliprolina en conjunto con una mayor repetición de glutamina genera una random coil de mayor longitud en la proteína, y por lo tanto, genera un número mayor de interacciones inadecuadas y dañinas.

#### Interacciones
Presenta numerosas interacciones selectivas y no covalentes con otras moléculas e incluso complejos como dynactin, dynein complex, también interactúa con proteínas sintetizadas en un golpe de calor, entre muchos otros complejos de importancia. Dentro de los procesos biológicos en los que se involucra se incluye la organogénesis, regulación positiva de apoptosis, formación de cilios, entre muchos otros sofisticados procesos. Para información más amplia y detallada visitar la página:https://www.uniprot.org/uniprot/P42858#structure.
Estudios revelan que hay mayor interacción de proteínas con el amino terminal de la proteína Htt mutada o sana. Sin embargo las interacciones no se dan exclusivamente en esta área de la proteína, las interacciones se presentan también en la sección de poliglutamina.
Tipos de interacciones:
- Regulador de rutas celulares: 7 interacciones
- Dirección de interacciones proteína-proteína:  6 interacciones
- Regulador transcripcional: 27 interacciones
- Regulador post-transcripcional: 198 interacciones
- Otras 23 interacciones

#### Estructuras
La estructura de la proteína se puede obtener por dos métodos: difracción de rayos X y cristalografía (se cristaliza la proteína únicamente después de ser completamente purificada). En el siguiente enlace a la base de datos UniProt se pueden consultar animaciones interacciones de las estructuras obtenidas además de más información: .

## Relevancia clínica: Enfermedad de Huntington
La enfermedad de Huntington es una enfermedad de nacimiento autosómica dominante, lo cual significa que con una sola copia del gen se manifiesta el fenotipo mutante y por o tanto la enfermedad; que por lo general presenta los síntomas iniciales en el rango de edad de los 40 a 50 años. Estos síntomas incluyen: afecciones psicológicas como paranoia, impulsividad, depresión, alucinaciones y delirios además la enfermedad presenta deterioro cognitivo y motor donde el sujeto sufre la pérdida de control motor (movimientos involuntarios). La enfermedad llega a la peor etapa cuando el paciente cae en estado vegetativo, de 10 a 15 años después del inicio de ésta.

#### Causas
La causa principal es la transmisión de un solo gen por herencia dominante.  Se estudió la enfermedad en personas provenientes de 75 familias de etnias distintas afectadas por la mutación. La investigación arrojó como resultado que el ADN tenía un segmento inestable (observado en otros síndromes como síndrome Kennedy), y al ser dominante su mRNA y su proteína se expresan con un defecto: un exceso de residuos del aminoácido glutamina. Tras examinar los residuos de CAG (glutamina) en pacientes sin el síndrome se determinó que el rango normal está entre 11 y 36 residuos, y en los pacientes con HD (Huntington Disease ) los residuos son de 37 a 86. Los resultados no son determinantes, porque hubo sujetos de estudio que presentaron residuos de glutamina sobre la media sana (número de residuos mayores a 37) y no presentaron signos médicos de la enfermedad. 

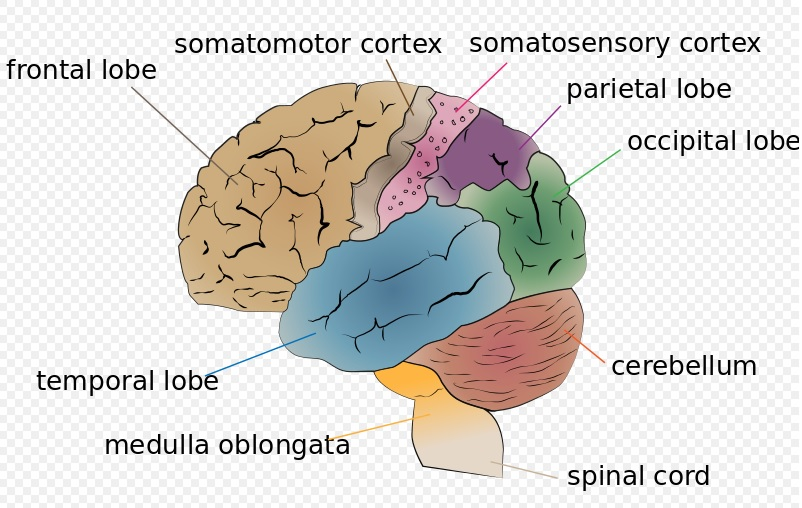
Esquema anatómico del cerebro humano.

#### Síntomas
La enfermedad de Huntington genera movimientos descontrolados, depresión y problemas cognitivos. 
Los síntomas tempranos incluyen:
- Irritabilidad
- Depresión
- Movimientos involuntarios pequeños: tics faciales, espasmos en las extremidades, pérdida de equilibrio
- Coordinación pobre
- Problemas al tomar decisiones
- Agitación
- Alucinaciones
- Depresión
- Pérdida del sentido del olfato
- Problemas de aprendizaje

Síntomas intermedios:
- Corea
- Movimientos involuntarios
- Problemas con la marcha
- Tiempo largo para reaccionar
- Debilidad pérdida de peso
- Dificultades con el habla

Síntomas tardíos:
- Rigidez
- Dificultad para iniciar y mantener un movimiento
- Corea grave
- Incapacidad de hablar, caminar, tragar
- Dificultad para tragar

Después se desarrolla disquinesia o corea que consiste en movimientos involuntarios que se pronuncian cada vez más.

Estructura química de la dopamina.

#### Pronóstico
La enfermedad suele aparecer más en la etapa adulta de la persona y es menos común en la infancia o en la adolescencia. La esperanza de vida una vez diagnosticada es de 10 a 15 años.

#### Tratamiento
Hasta ahora se desconoce una cura para esta enfermedad sin embargo se exploran soluciones relacionadas: modificaciones en el gen HTT a nivel traduccional o postraduccional.
Tampoco hay forma conocida de detener el deterioro ni la gravedad de la afección, los tratamientos sirven para tratar de reducir los síntomas y mantener la capacidad de la persona para valerse por sí misma, entre los que son más comunes los:
- Bloqueadores de dopamina: para reducir movimientos involuntarios y para regular los estados de ánimo.
- Amantidina y tetrabenazina: para tratar de controlar movimientos involuntarios.

Con el progreso de la enfermedad, la depresión es común, por lo que la persona afectada requerirá de atención y tratamiento médico y psicológico. Una vez que la enfermedad progrese es posible que la persona llegue a necesitar atención durante las 24 horas.